# John Garland
John „Jack” Garland (ur. 2 stycznia 1908 w Belfaście, zm. 29 listopada 1985 tamże) – północnoirlandzki bokser, mistrz Wielkiej Brytanii w wadze koguciej z roku 1928, uczestnik Igrzysk Olimpijskich w Amsterdamie.

## Kariera
28 marca 1928 roku został wicemistrzem Wielkiej Brytanii w kategorii koguciej. W finale pokonał na punkty reprezentanta Szkocji Barneya McGhee. W sierpniu tego samego roku rywalizował na Igrzyskach Olimpijskich w Amsterdamie. Rywalizację rozpoczął od 1/8 finału, w którym pokonał na punkty reprezentanta Francji Ernesta Mignarda. W walce ćwierćfinałowej przegrał na punkty z reprezentantem Włoch Vittorio Tamagninim.